# Nash Single Six

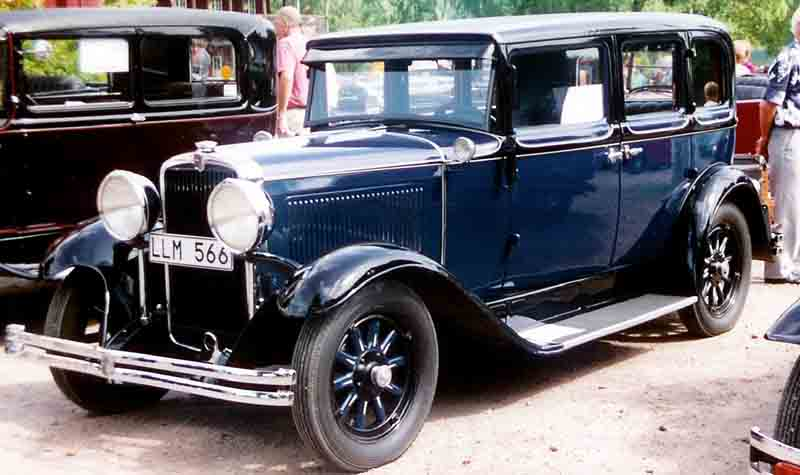
Nash Single Six Limousine 4 Türen Modell 450 (1930)

Der Nash Single Six war ein Sechszylinder-PKW der Nash Motors Company in Kenosha. Er wurde nur im Modelljahr 1930 gefertigt und ersetzte die Modelle Special Six und Standard Six.
Der Single Six, Modell 450, hatte ein Fahrgestell mit 2.902 mm Radstand. Der seitengesteuerte Sechszylinder-Reihenmotor besaß 3.299 cm³ Hubraum (Bohrung × Hub = 79,4 mm × 111,1 mm) und entwickelte 60 bhp (44 kW) bei 2.800/min. Die Motorkraft wurde über eine Einscheiben-Trockenkupplung und ein Dreiganggetriebe (mit Mittelschaltung) an die Hinterräder übertragen. Alle vier Räder wurden mechanisch gebremst.
Für das kleinste Modell dieses Jahres gab es verschiedenste offene und geschlossene Aufbauten, meist mit 2 Türen. Eine Limousine, ein Phaeton und ein Landaulet waren aber auch mit 4 Türen zu bekommen.
1931 ersetzten die Modelle 870 mit acht Zylindern und 660 mit sechs Zylindern den Single Six.